# الکساندر رادسون
الکساندر رادسون (انگلیسی: Alexander Radszun؛ زادهٔ ۶ مهٔ ۱۹۵۲) هنرپیشه اهل آلمان است.
از فیلم‌ها یا برنامه‌های تلویزیونی که وی در آن نقش داشته‌است می‌توان به دکتر ام، کوه جادو اشاره کرد.